# Lukács Miklós (karmester)
Báró perényi Lukács Miklós (Gyula, 1905. február 4. – Budapest, 1986. november 1.) Kossuth-díjas magyar karmester, 1944-ben, valamint 1966 és 1978 között a Magyar Állami Operaház igazgatója.

## Élete

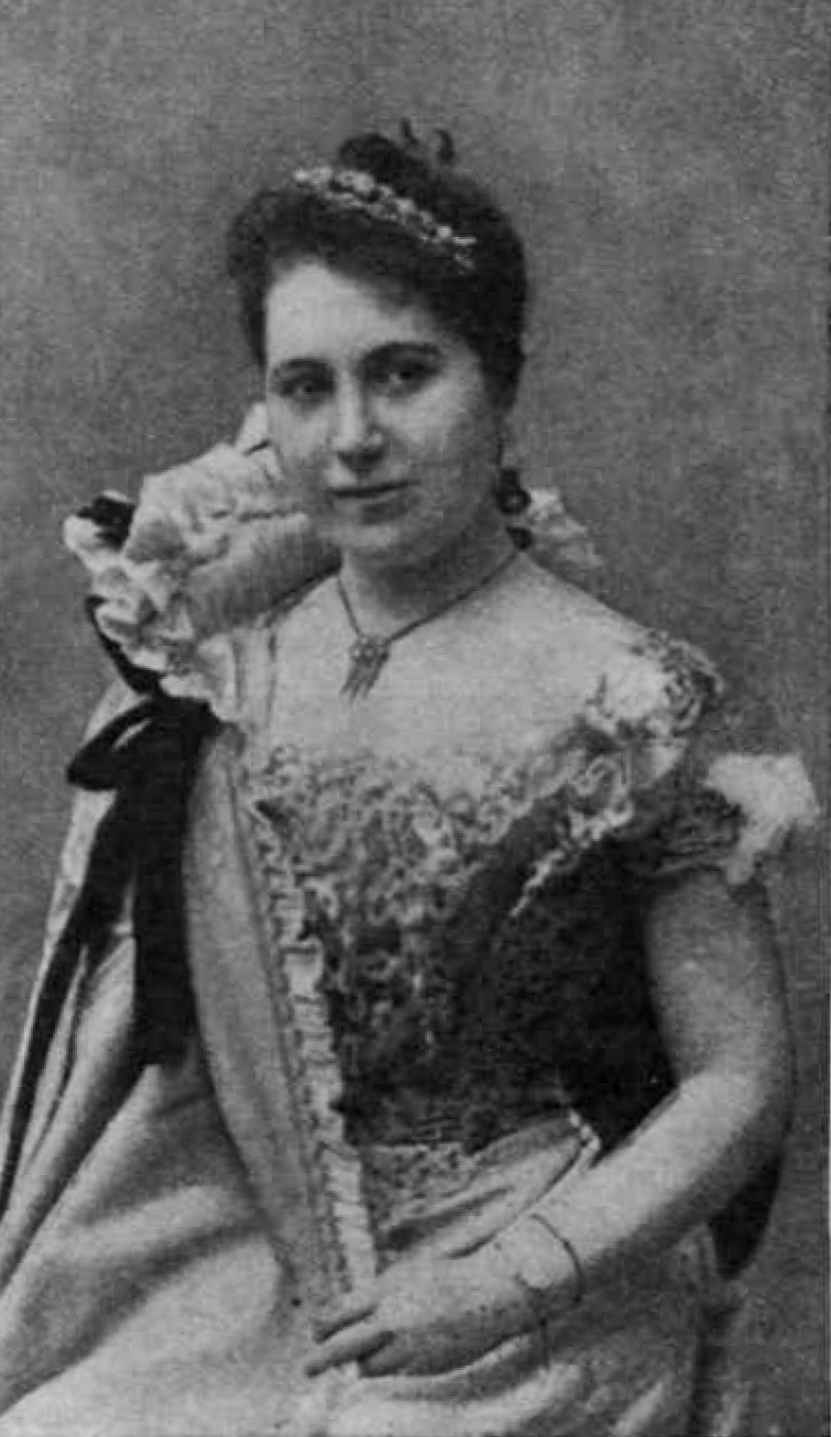
Édesanyja, Perényi Marjorie

Édesapja erzsébetvárosi Lukács György (1865–1950) vallás- és közoktatásügyi miniszter, országgyűlési képviselő, édesanyja perényi Perényi Marjorie bárónő (1875–1949). Középiskolai tanulmányai befejezésével egy téves diagnózis következtében halálos betegnek nyilvánították. Ennek következtében bárói örökségének nagy részét elherdálta, még hitelt is felvett annak reményében, hogy visszafizetnie már nem kell. Miután kiderült, hogy orvosai tévedtek, úgy döntött, hogy komolyabb zenei tanulmányokba kezd. 1926-ban felvételt nyert a lipcsei konzervatóriumba, majd két év múlva Berlinben, a zeneművészeti főiskolán folytatta tanulmányait. Itt Julius Prüwer, Arthur Schnabel, Paul Hindemith voltak a mesterei. 1930 és 1943 között különböző német városok (Hamburg, Osnabrück, Münster, Greifswald) színházaiban működött karmesterként. Ekkor még nem állt szándékában hazatérni: egyetlen magyarországi meghívását sem talált minden tekintetben kielégítőnek, ezért visszautasította azt. A második világháború közepén végül mégis a hazatérés mellett döntött.
A Magyar Állami Operaházban 1943. október 21-én debütált vendégkarmesterként a Szöktetés a szerájból című Mozart-operával. Az évad végén felmentették az intézmény akkori igazgatóját, Márkus Lászlót, majd 1944. július 26-án a fiatal Lukácsot nevezték ki igazgatónak. Ekkor mindössze negyedévig töltötte be ezt a posztot. A nyilas hatalomátvétel alatt végig bekötött, begipszelt karral járt, hogy ne kelljen vezényelnie. Sergio Failonihoz hasonlóan ő is így fejezte ki tiltakozását és ellenszenvét a nyilasokkal szemben. A háború alatt számos kollégája életét mentette meg, és az operaház ingóságai közül is igyekezett menteni a menthetőt. Ezért a háború után az intézmény ügyeit vizsgáló bizottság kedvezően ítélte meg addigi működését a házban. Ennek következtében 1943-tól egészen 1978-ban bekövetkezett nyugdíjba vonulásáig a Magyar Állami Operaház karmestere maradhatott, de az igazgatósági posztot 1944. szeptember 26-án fel kellett adnia.
1946–1950 között az Operaház főtitkára volt, Tóth Aladár igazgatósága alatt. 1949-ben a Liszt Ferenc Zeneművészeti Főiskola operatanszakának, majd 1963-tól énektanszakának tanszékvezetője lett, egészen 1975-ig. Közben 1951-ben kinevezték a MÁV Szimfonikusok vezető karnagyának is. 1961-ben kötött házasságot Benigni Máriával (1922–?). Nádasdy Kálmán 1966-ban történt visszavonulása után ismét az Operaház igazgatója lett. 

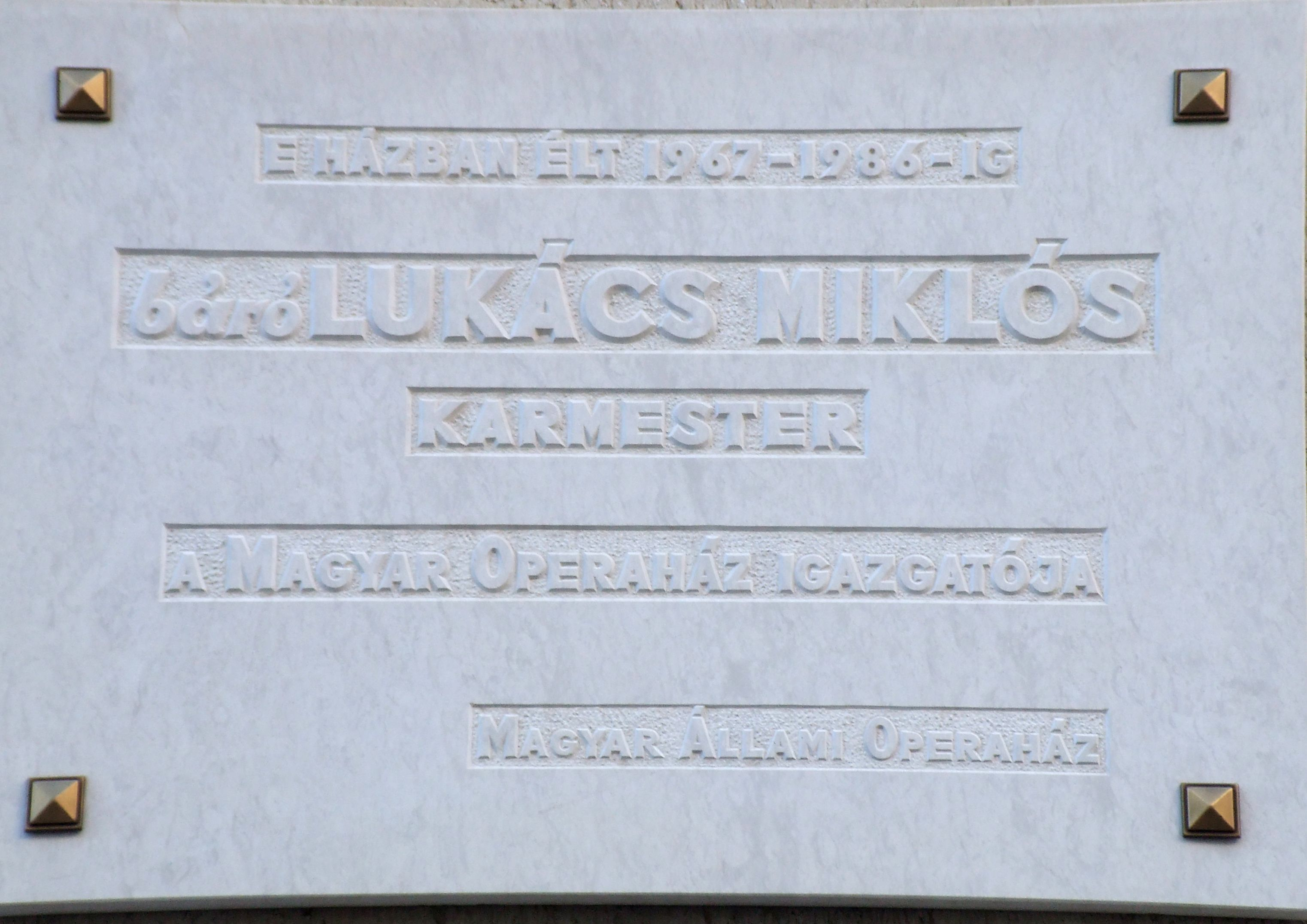
Emléktáblája:
I. kerület Úri utca 8.

Második igazgatósága alatt többek között színpadra állíttatta Wagner teljes Ring ciklusát, illetve számos 20. századi opera premierjét vezényelte el (Petrovics Emil: Bűn és bűnhődés, 1969; Alban Berg: Lulu, 1973; Durkó Zsolt: Mózes, 1977). Ezenkívül főként Verdi operáit vezényelte nagy sikerrel, de több emlékezetes Richard Strauss operabemutató is a nevéhez fűződik (Ariadne Naxos szigetén, Elektra). A MÁV szimfonikusok karnagyaként elsősorban Brahms, Beethoven és Bartók műveinek interpretálásával tűnt ki. 1978-ban az Operából és a MÁV Szimfonikusoktól is nyugdíjba vonult, de ezután néhány évig még vállalt vendégszerepléseket Magyarországon és Németországban is. 1986-ban Budapesten hunyt el.
Munkásságáért számos elismerésben részesült, 1956-ban érdemes művész címet, 1973-ban Kossuth-díjat, 1978-ban kiváló művész címet kapott. 1985-ben, nyolcvanadik születésnapja alkalmából a Magyar Népköztársaság Zászlórendje kitüntetést vehette át.